# درفت‌هاوس فیلمز
درفت‌هاوس فیلمز یک شرکت توزیع فیلم مستقر در آستین، تگزاس است که سال ۲۰۱۰ توسط تیم لیگو ، که پیش از این سینما آلامو درفت‌هاوس را تأسیس کرده بود، تأسیس شد. درفت‌هاوس فیلمز از زمان آغاز به کار سی و شش فیلم منتشر کرده است.